# Nalut

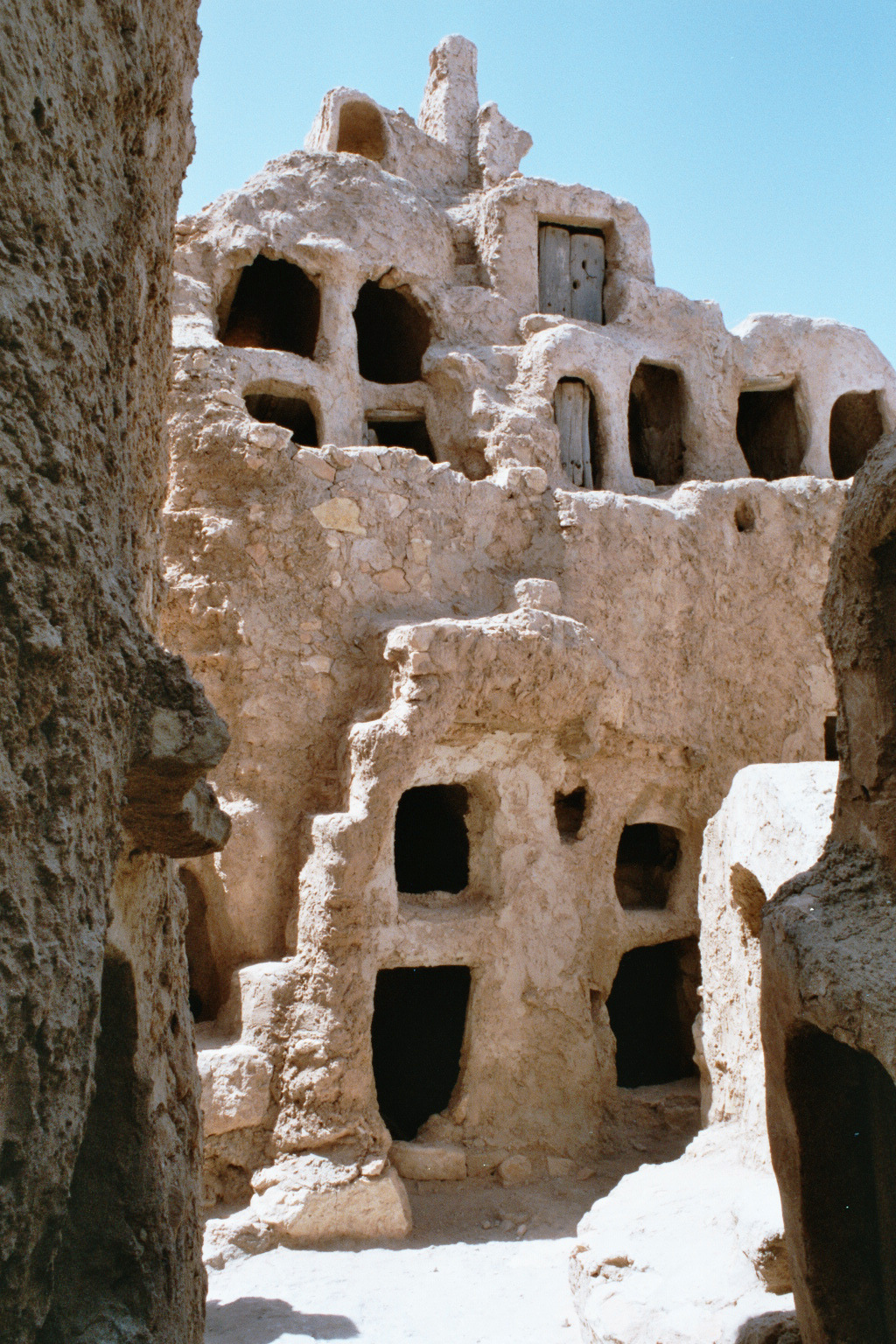
Ksar w Nalucie

Nalut (arab.  نالوت) – miasto na Saharze, w północno-zachodniej Libii, stolica gminy Nalut, przy granicy z Tunezją.
Nalut leżące na szczycie płaskowyżu Dżabal Nafusa, jest jednym z najciekawszych miejsc w Libii, w którym wśród krętych uliczek mieszczą się dobrze zachowane ghurfy (komory; غرفة). Ogromny ksar liczący ponad 300 lat, zbudowany jest z ponad 400 komór, które miały bronić dostępu do zapasów zboża i oliwy. Od 1960 są one opuszczone. Obecnie przechowuje się w nich domowe narzędzia, ceramikę i śmieci.
W mieście istnieją ruiny 1100-letniego berberyjskiego miasta, zbudowanego z piaskowca, które łączy się ze zboczem góry. Jest tutaj również podziemny meczet, tłocznie oliwy.
W kwietniu 2008 w mieście mieściła się meta drugiego odcinka Rajdu Tunezji z Matmaty.
Ostatnio Nalut zostało przekształcone w centrum podróży pustynnych – safari. Większość turystów odwiedzających miasto to Libijczycy i Egipcjanie. Dla turystów przygotowano noclegi, hotele i hostele w różnych częściach miasta.